# Autostrada A3 (Portugalia)
Autostrada A3 (în portugheză Autoestrada A3) sau Entre-Douro-e-Minho (în portugheză Autoestrada de Entre-Douro-e-Minho) este autostrada portugheză, care leagă Porto de Valença, continuând până la granița cu Spania, conectând subregiunile Área Metropolitana do Porto, Ave, Cávado și Alto Minho, aparținând Regiunii de Nord, cu o lungime totală de 112 km.
A3 este operată de concesionarul Brisa și trece prin districtele Porto, Braga și Viana do Castelo. Este taxat, iar extinderea A 3 costă 8,15 € pentru un vehicul de clasa 1.
Finalizată în 1998, este axa fundamentală care leagă nordul Spania de Galicia, pe o lungime de 112 km. Autostrada începe la Via de Cintura Interna, în inima orașului Porto și după ce părăsește A4, spre est, în Águas Santas și Ermesinde, trecând în vecinătatea polilor industriali și economici Maia și Alfena, traversează regiunea fertilă Santo Tirso, Trofa și Famalicão, apropiindu-se de orașul arhiepiscopilor. De la Braga merge la impunătorul Ponte de Lima și acolo începe magnifica traversare a Serra de Arga, spre Valea Minho, în Valença, unde se întâlnește cu Galicia.
În octombrie 2012 a fost finalizată lărgirea de la 2 la 3 benzi între stația de taxare Maia și intersecția Trofa/Santo Tirso.
A3 face parte din Drumul european E01, care continuă spre orașul A Coruña.